# 山本佳司
山本 佳司（やまもと けいじ、1963年11月21日 - ）は、滋賀県甲賀市出身の元アマチュアレスリング選手、サッカー指導者。滋賀県立野洲高等学校保健体育科教諭で同校のサッカー部総監督を務めている。

## 来歴
日本体育大学時代はレスリングの選手として活躍。卒業後の1986年、ドイツ・ケルン体育大学に留学し、そこでサッカーと出会う。当時マスコミは素人監督の快挙と持て囃したが、中学時代はサッカー部で活躍した。高校、大学とレスリング部ではあるが、満更素人でもなかったという話である「同級生談より」。
帰国後、水口東高校を経て、1996年に野洲高校に赴任。就任当時、無名で部員数16人しかいなかったサッカー部を、2002年の高校選手権に初出場でベスト8に導く。同年にはU-17日本代表コーチも務めた。
翌2003年には、山本のオファーを受けたセゾンFC総監督の岩谷篤人がコーチに就任。セゾンに通っていた楠神順平、青木孝太、乾貴士、田中雄大らが岩谷を追って野洲高校に入学すると、2度目の出場となった2006年の高校選手権で初優勝を達成。テクニックを全面に押し出した「セクシーフットボール」で旋風を巻き起こした。
2007年12月より『サッカー批評』でコラム「世界への情熱」を連載開始。

## 部員への暴力
2015年12月28日、高校選手権出場のために滞在していた都内のホテルにて、男子部員2名へ暴力を振るったことが発覚。それを受けて翌年2月に監督を辞任するも、学校が保護者に対し謝罪や説明をした結果、6月より総監督として復帰した。なお同年の高校選手権では、県大会ではベンチ入りしたものの、全国大会ではスタンドから観戦している。また2016年3月24日付で、滋賀県教育委員会から厳重文書訓告を受けている。